# Shuhei Terada
Shuhei Terada (jap. 寺田 周平 Terada Shuhei; ur. 23 czerwca 1975) – japoński piłkarz, reprezentant kraju.

## Kariera klubowa
Od 1999 do 2010 roku występował w klubie Kawasaki Frontale.

## Kariera reprezentacyjna
W reprezentacji Japonii zadebiutował w 2008. W reprezentacji Japonii występował w latach 2008-2009. W sumie w reprezentacji wystąpił w 6 spotkaniach.

## Statystyki
| Reprezentacja Japonii | Reprezentacja Japonii | Reprezentacja Japonii |
| Rok                   | Mecze                 | Gole                  |
| --------------------- | --------------------- | --------------------- |
| 2008                  | 4                     | 0                     |
| 2009                  | 2                     | 0                     |
| Razem                 | 6                     | 0                     |